# 유이모토 미치루
유이모토 미치루(結本　ミチル, 2월 25일 ~ )는 일본의 여성 성우이다. 도쿄 출신.

## 경력·인물
- 2008년 7월까지『Pro☆Fit』에 소속되어 있었지만 탈퇴했다.
- 애칭은 「밋첼」.
- 취미로는 일러스트 그리기, 리코더 불기이며 케이크 만드는 것을 좋아해 자주 시폰케이크를 만들기도 한다.
- 독특하고 특이한 꿈을 꾼 적이 많아서 자신의 홈페이지에 자신이 본 특이한 꿈들을 일러스트로 그려서 소개하고 있다.

## 출연 작품

### TV 애니메이션
2006년
- Gift ~eternal rainbow~ (코노에 타마미)
- 해피니스! (와타라세 준)

2007년
- 일곱빛깔★드롭스(아키히메 스모모)

2008년
- 연희무쌍 (대교,소교)

2009년
- 진 연희무쌍 (진궁)
- 성검의 블랙스미스 (패티 볼드윈)

### 게임
2002년
- 여름날 - kajitsu (타카세 아스나): 사모토 후우리 (佐本 二厘) 명의

2003년
- 붉게 빛나는 눈 (히이라기 사나) : 사모토 후우리 (佐本 二厘) 명의

2004년
- 영원의 아세리아 EXPANSION -The Spirit of Eternity Sword- (도키하테) : 사모토 후우리 (佐本 二厘) 명의
- 사랑의 다리 (카타쿠라 하츠키) : 사모토 후우리 (佐本 二厘) 명의
- North Wind (야나기 유키카) : 사모토 후우리 (佐本 二厘) 명의
- 라즈베리 (마키노 키노카) : 사모토 후우리 (佐本 二厘) 명의
- 무녀 세완번성기 (미나모토 아야나) : 사모토 후우리 (佐本 二厘) 명의
- 무녀 세완번성기 엑스트라 (미나모토 아야나) : 사모토 후우리 (佐本 二厘) 명의

2005년
- 소녀는 언니를 사랑하고 있다 PC판 (이츠쿠시마 타카코) : 사모토 후우리 (佐本 二厘) 명의
- FESTA!! -HYPER GIRLS POP-（쿠사카베 코토코) : 사모토 후우리 (佐本 二厘) 명의
- 해피니스! PC판 (와타라세 준) : 사모토 후우리 (佐本 二厘) 명의

2006년
- 키스미미!! ~Kiss! Me! Me!~ (히사메 타마키) : 사모토 후우리 (佐本 二厘) 명의
- 푸른하늘이 보이는 언덕 (타치바나 미코토) : 사모토 후우리 (佐本 二厘) 명의
- 일곱빛깔★드롭스 (아키히메 스모모) : 사모토 후우리 (佐本 二厘) 명의
- 코이츄! ~사랑으로 사랑하는 짝사랑~ (미즈키 카논) : 사모토 후우리 (佐本 二厘) 명의
- 종말소녀 환상 앨리스매틱 (칸고우지 릿카) : 사모토 후우리 (佐本 二厘) 명의
- 아득히 우러러본 아름다운 (야오토메 시노) : 사모토 후우리 (佐本 二厘) 명의
- 새벽녘보다 유리색인 ~Brighter than dawning blue~ PS2판 (에스텔 프리지아)
- 해피니스!리럭스 (와타라세 준) : 사모토 후우리 (佐本 二厘) 명의
- 욕심쟁이 선인장 (나나츠키 아야네) : 사모토 후우리 (佐本 二厘) 명의
- FESTA!! -HYPER GIRLS PARTY-（쿠사카베 코토코) : 사모토 후우리 (佐本 二厘) 명의

2007년
- 키미하구 (유즈키 미나미) : 사모토 후우리 (佐本 二厘) 명의
- 노을빛으로 물드는 언덕 (타치바나 미코토) : 사모토 후우리 (佐本 二厘) 명의
- 연희무쌍 ~두근☆소녀들의 삼국지 연의~ (대교,소교) : 사모토 후우리 (佐本 二厘) 명의
- 카타하네 (와카바 포레,라이트 포레) : 사모토 후우리 (佐本 二厘) 명의
- 해피니스!디럭스 PS2판 (와타라세 준)
- 마시로 보탄 (카키자키 마시로) : 사모토 후우리 (佐本 二厘) 명의
- 바닷바람이 사라진 바다에서 (츠이키 리카코) : 사모토 후우리 (佐本 二厘) 명의
- E×E(에그제) (히무카이 모미지) : 사모토 후우리 (佐本 二厘) 명의
- Bullet Butlers (세르마 포르텐마이어) : 사모토 후우리 (佐本 二厘) 명의
- 일곱빛깔★드롭스 Pure! (아키히메 스모모)
- 공주님! 살살하세요! (센주인 치토세) : 사모토 후우리 (佐本 二厘) 명의
- MagusTale 세계수와 사랑하는 마법사 (아리시아 인판스) : 사모토 후우리 (佐本 二厘) 명의
- FairChild -페어 차일드- (카가미 사쿠야) : 사모토 후우리 (佐本 二厘) 명의
- 해피☆마가렛 (니시노미야 시즈루) : 사모토 후우리 (佐本 二厘) 명의

2008년
- 사쿠라 슈트랏세 (마리 루델) : 사모토 후우리 (佐本 二厘) 명의
- 카미파니 (카하라 미즈키) : 사모토 후우리 (佐本 二厘) 명의
- 크로노벨트 - 아야카시비토&Bullet Butlers 크로스오버 디스크 (세르마 포르텐마이어) : 사모토 후우리 (佐本 二厘) 명의
- 창해의 황녀들 (라니 카펠) : 사모토 후우리 (佐本 二厘) 명의
- 진 연희무쌍 ~소녀요란☆삼국지연의~ (진궁) : 사모토 후우리 (佐本 二厘) 명의
- 사쿠란보 슈트랏세 (마리 루델) : 사모토 후우리 (佐本 二厘) 명의
- 겨울의 론도 (다이아나 루미아우라): 사모토 후우리 (佐本 二厘) 명의
- 프린세스 러버 (호죠인 세이카) : 사모토 후우리 (佐本 二厘) 명의
- 톳파라 - 자시키와라시 이야기 - (미카게) : 사모토 후우리 (佐本 二厘) 명의
- MagusTale Infinity (아리시아 인판스) : 사모토 후우리 (佐本 二厘) 명의

2009년
- 별하늘의 메모리아 (미나호시 아스호) : 사모토 후우리 (佐本 二厘) 명의
- Areas~하늘에 비추는 너와의 세상~ (리즈·플란넬) : 사모토 후우리 (佐本 二厘) 명의
- 축복의 칸파넬라 (니나 린드베르이) : 사모토 후우리 (佐本 二厘) 명의
- 여름색 스트레이트! (타카기 사야카) : 사모토 후우리 (佐本 二厘) 명의
- 새벽녘 전보다 유리색인 ~Moonlight Cradle~ (에스텔 프리지아) : 사모토 후우리 (佐本 二厘) 명의
- Flyable Heart (아키히메 스모모) : 사모토 후우리 (佐本 二厘) 명의
- WLO~세계연애기구~ (쿠사카 아이나) : 사모토 후우리 (佐本 二厘) 명의
- 마지스키 〜Marginal Skip〜 (시라 엘 앨리스) : 사모토 후우리 (佐本 二厘) 명의
- 천신난만 -LUCKY or UNLUCKY!?-（야마부키 아오이）: 사모토 후우리 (佐本 二厘) 명의
- 77 〜And, two stars meet again〜 (스텔라) : 사모토 후우리 (佐本 二厘) 명의
- 나츠유메나기사 (나나세 아유무) : 사모토 후우리 (佐本 二厘) 명의
- 새하얀 색 심포니 -Love is pure white- (아마하 유이코) : 사모토 후우리 (佐本 二厘) 명의
- 여름비-夏ノ雨-(이토 히나코) : 사모토 후우리 (佐本 二厘) 명의
- 가넷 크레이들 (시라토 츠바키)

2010년
- 루이는 토모를 부른다 풀보이스판/팬디스크 (와쿠츠 토모) : 사모토 후우리 (佐本 二厘) 명의